# 應潔
チェ（Chieh、7月4日 - ）は、ウェザーニューズが放送しているSOLiVE24のキャスター。台湾出身。おは天第11期台湾版おは天の元キャスター。

## 略歴
- 動画番組「おは天」の第11期台湾キャスター。
- 2009年9月5日 - ウェザーニューズのインターネット動画番組SOLiVE24キャスターを務める。
- 2010年10月15日（14日深夜）放送のSOLiVE Asiaに出演後、体調不良により台湾に帰省し休演[1]。
- 2010年12月15日堀田奈津水公式ブログoh♪natusm!に約2か月ぶりに元気な姿で登場[2]。
- 2010年12月19日には、同月就任した韓国・台湾のおは天キャスターと共に「ソラトモパーティー2010」へ出演した。
その後同年12月31日（30日深夜）、同年10月15日からの休演から約2ヶ月ぶりにSOLiVE Asiaに現場復帰となった（その後SOLiVE Asia最終回を出演・担当）。
- 2011年1月からは、「SOLiVEChina」をメインに出演・担当している。

## 出演番組
2011年1月現在
ウェザーニューズ「SOLiVE24」
- SOLiVE China（週4日程度担当）

OHA天キャスターのみ担当していた、台湾版のUPDATE 中国語による日本の天気（バイリンガル天気）も2010年12月から週数回担当している。

### 過去の番組
- おは天
  - 台湾版担当
  - 日本版担当（主に日曜、2009年9月-2010年3月）

ウェザーニューズ「SOLiVE24」
- SOLiVE Asia（土・日担当、2010年12月30日まで）
- SOLiVE トワイライト（水・木）